# Stipa pubescens
Stipa pubescens är en gräsart som beskrevs av Robert Brown. Stipa pubescens ingår i släktet fjädergrässläktet, och familjen gräs. Inga underarter finns listade i Catalogue of Life.